# 남양고등학교
남양고등학교(南陽高等學校)는 대한민국 경기도 화성시 남양읍 남양리에 있는 공립 고등학교이다.

## 학교 연혁
- 1954년 4월 9일 : 남양고등학교 개교 (보통과 3학급)
- 1957년 3월 2일 : 제1회 졸업식(졸업생수 34명)
- 1969년 12월 10일 : 남양종합고등학교로 교명 변경 (보통과 6학급, 토목과 3학급 신설)
- 1979년 3월 1일 : 남양중, 남양종고 분리
- 2005년 5월 20일 : 모델학교 기숙사 완공
- 2006년 3월 1일 : 남양고등학교로 교명 변경
- 2006년 12월 21일 : 특수학급 1학급 신설 인가
- 2010년 6월 1일 : 관광경영과 신설 (관광경영과 2학급)
- 2011년 3월 20일 : 인조잔디 조성 공사 완공
- 2021년 9월 1일 : 제30대 이계환 교장 취임
- 2022년 1월 7일 : 제66회 졸업식(졸업생수 165명, 누계 9.273명)
- 2022년 3월 2일 : 제69회 신입생 206명 입학

## 설치 학과
- 관광경영과
- 7차일반

## 참고 자료
- 남양고등학교 - 한국교육학술정보원 학교알리미